# نانسی شلی
نانسی شلی (به انگلیسی: Nancy Shelley) ؛ ( درگذشته: ۲۸ سپتامبر ۲۰۱۰ ) صاحب نشان استرالیا یک فعال صلح کوئیکرها بود که در سال ۱۹۸۲ جنبش صلح استرالیا را در سازمان ملل متحد نمایندگی کرد. او سخنران برجسته‌ای بود که در بسیاری کنفرانس‌های بین‌المللی و استرالیا در دهه‌های ۱۹۸۰ و ۱۹۹۰ شرکت کرد. شلی در سال ۱۹۸۹مدال نشان استرالیا را دریافت کرد. او در ۲۸ سپتامبر ۲۰۱۰ درگذشت.